# 布熱斯科縣

49°58′N 20°37′E / 49.967°N 20.617°E
布熱斯科縣（波蘭語：Powiat brzeski），是波蘭的縣份，位於該國東南部，由小波蘭省負責管轄，首府設於布熱斯科，面積590平方公里，2006年人口90,214，人口密度每平方公里150人。